# Nguyên Bình
Nguyên Bình là một huyện miền núi nằm ở phía tây tỉnh Cao Bằng, Việt Nam.

## Địa lý

### Vị trí địa lý
Huyện Nguyên Bình nằm ở phía nam của tỉnh Cao Bằng, nằm cách thành phố Cao Bằng khoảng 40 km về hướng tây, cách thành phố Bắc Kạn khoảng 104 km về hướng bắc, cách trung tâm thủ đô Hà Nội khoảng 269 km về phía đông bắc. Huyện có vị trí địa lý:
- Phía đông giáp huyện Hòa An và huyện Thạch An
- Phía tây giáp huyện Bảo Lạc và huyện Pác Nặm, tỉnh Bắc Kạn
- Phía nam giáp huyện Ngân Sơn và huyện Ba Bể thuộc tỉnh Bắc Kạn
- Phía bắc giáp huyện Hà Quảng.

Huyện Nguyên Bình có diện tích 841 km², dân số năm 2019 là 39.654 người, mật độ dân số đạt 47 người/km².

### Địa hình
Do kiến tạo địa chất, địa hình huyện Nguyên Bình hình thành 2 vùng rõ rệt: vùng núi đá và vùng núi đất. Độ cao trung bình từ 800m đến 1.100m, thấp dần từ tây sang đông. Vùng núi đá chạy dài theo hướng tây - tây bắc bao quanh núi đất, nối tiếp nhau thấp dần về phía đông bắc. Từ xã Thành Công, Mai Long, Ca Thành, Yên Lạc, Triệu Nguyên, Minh Thanh, Bắc Hợp nối liền dãy núi đá Lam Sơn, Minh Tâm, có nhiều ngọn núi cao trên 1000m. Dãy Toong Tinh (xã Phan Thanh) cao 1120m, núi Tam Luông (xã Thành Công) cao 1.30, núi Phia Oắc (xã Phan Thanh) cao 1.931m, quanh năm mây bao phủ. Vùng núi đất bao gồm những dãy núi ở phía đông và phía đông nam nối tiếp nhau gợn sóng gối vào thềm núi đá tạo thành thế trụ vững chắc, bức tường ngàn đời che chắn nạn ngoại xâm. Những dãy núi này kéo dài từ xã Hoa Thám, Tam Kim, Lang Môn đến Quang Thành, Thành Công, Thể Dục. Vào những ngày đẹp trời, khi bình minh lên hoặc lúc hoàng hôn buông xuống, từ đỉnh đèo Benle hay đèo Lê A ngắm nhìn mới thấy cảnh đẹp hùng vĩ của non nước Nguyên Bình.
Xen giữa những dãy núi đá, núi đất là những khu đồi đất nhấp nhô, độ cao 500m', có những đồng cỏ xanh như Phia Đén (Thành Công), Nà Nu (Lang Môn). Núi đồi đồng cỏ, khoáng sản là những tiềm năng kinh tế của người dân Nguyên Bình.

### Khí hậu
Nguyên Bình nằm trong vùng khí hậu Miền núi nhiệt đới gió mùa, nhiệt độ trung bình là 20 °C, nhiệt độ cao nhất là 36,8 °C và thấp nhất là 0,6 °C. Lượng mưa trung bình hằng năm là 1.670mm (mức cao nhất 2.049 mm và thấp nhất 1.252 mm). Độ ẩm không khí bình quân 82%.

### Sông ngòi
Hệ thống sông, suối Nguyên Bình gồm 3 con sông lớn: 
- Sông Nguyên Bình là một nhánh thượng nguồn của sông Bằng bắt nguồn từ thị trấn Tĩnh Túc chảy qua các xã Thể Dục, thị trấn Nguyên Bình, Minh Thanh, Bắc Hợp vào xã Trương Lương (huyện Hòa An). Sông có dòng chảy lớn, nơi có độ dốc cao như đạp Tà Sa, Nà Ngàn xây dựng được 2 trạm thủy điện nhỏ có công suất 850 kW giờ cung cấp cho mỏ thiếc Tĩnh Túc.
- Sông Nhiên bắt nguồn từ núi Phia Oắc, xã Thành Công chảy qua các xã: Hưng Đạo, Tam Kim, Hoa Thám, Bạch Đằng (Hòa An) là thượng nguồn sông Hiến đến thành phố Cao Bằng hợp lưu với sông Bằng.
- Sông Năng bắt nguồn từ huyện Bảo Lạc qua xã Bằng Thành (Pác Nặm,Bắc Kạn) chảy qua địa phận xã Mai Long, Phan Thanh, Bành Trạch (Ba Bể, Bắc Kạn). Dọc theo các con sông là những cánh đồng nhỏ hẹp của các xã: Thể Dục, Minh Thanh, Bắc Hợp, Tam Kim; cánh đồng Phiêng Pha thuộc xã Mai Long bằng phẳng, nguồn nước dựa vào tự nhiên, khi hạn hán thì mất mùa. Ngoài ra còn có các khu ruộng bậc thang bên đồi núi ở các xã Thành Công, Quang Thành, Thể Dục, những nơi phát triển lúa nương như xã Hoa Thám, Thịnh Vượng.

## Hành chính
Huyện Nguyên Bình có 17 đơn vị hành chính cấp xã trực thuộc, bao gồm 2 thị trấn: Nguyên Bình (huyện lỵ), Tĩnh Túc và 15 xã: Ca Thành, Hoa Thám, Hưng Đạo, Mai Long, Minh Tâm, Phan Thanh, Quang Thành, Tam Kim, Thành Công, Thể Dục, Thịnh Vượng, Triệu Nguyên, Vũ Minh, Vũ Nông, Yên Lạc.

## Lịch sử
Cuối thế kỷ XIX, Nguyên Bình là một châu thuộc phủ Hòa An, tỉnh Cao Bằng.
Sau năm 1945, bỏ cấp phủ, gọi chung là huyện, huyện Nguyên Bình được thành lập vào ngày 22 tháng 8 năm 1945, ban đầu gồm 1 thị trấn Nguyên Bình (huyện lị) và 19 xã: Bắc Hợp, Ca Thành, Hoa Thám, Hưng Đạo, Lang Môn, Mai Long, Minh Tâm, Minh Thanh, Phan Thanh, Quang Thành, Tam Kim, Thái Học, Thành Công, Thể Dục, Thịnh Vượng, Triệu Nguyên, Vũ Nông, Hồng Việt, Yên Lạc.
Năm 1963, tách xã Hồng Việt của huyện Nguyên Bình để thành lập Thị trấn Tĩnh Túc tỉnh Cao Bằng, lúc đó Thị trấn Tĩnh Túc với huyện Nguyên Bình là hai đơn vị riêng.
Năm 1975, tỉnh Cao Bằng và tỉnh Lạng Sơn hợp nhất thành tỉnh Cao Lạng, Huyện Nguyên Bình thuộc tỉnh Cao Lạng. Cùng năm, thị trấn Tĩnh Túc được nâng lên thành thị xã Tĩnh Túc trực thuộc tỉnh Cao Lạng.
Năm 1978, tỉnh Cao Bằng được tái lập, huyện Nguyên Bình và thị xã Tĩnh Túc trở lại thuộc tỉnh Cao Bằng.
Năm 1981, thị xã Tĩnh Túc được sáp nhập vào huyện Nguyên Bình và chuyển thành thị trấn Tĩnh Túc.
Ngày 25 tháng 6 năm 1986, mở rộng thị trấn Nguyên Bình trên cơ sở 2.580 ha diện tích tự nhiên với 1.157 người của xã Thể Dục.
Năm 1997, sáp nhập xóm Cốc Tắm của xã Thái Học vào thị trấn Nguyên Bình.
Ngày 10 tháng 1 năm 2020, Ủy ban Thường vụ Quốc hội ban hành Nghị quyết số 864/NQ-UBTVQH14 về việc sắp xếp các đơn vị hành chính cấp huyện, cấp xã thuộc tỉnh Cao Bằng (nghị quyết có hiệu lực từ ngày 1 tháng 2 năm 2020). Theo đó:
- Sáp nhập xã Thái Học, xã Minh Thanh và một phần xã Bắc Hợp thành xã Vũ Minh
- Sáp nhập xã Lang Môn và phần còn lại của xã Bắc Hợp vào xã Minh Tâm.

Huyện Nguyên Bình có 2 thị trấn và 15 xã như hiện nay.

## Du lịch
- Khu di tích lịch sử rừng Trần Hưng Đạo: thuộc xã Tam Kim, huyện Nguyên Bình, cách thị trấn Nguyên Bình 18 km.
- Vườn quốc gia Phia Oắc - Phia Đén: cách trung tâm thị trấn Nguyên Bình khoảng 30 km, trải rộng trên địa bàn xã Thành Công, xã Phan Thanh, xã Quang Thành và thị trấn Tĩnh Túc.